# الجوف بلقرن
الجوف بلقرن هي قرية من قرى محافظة بلقرن التابعة لمنطقة عسير في المملكة العربية السعودية.

## السكان
يقدر تعدادهم بثلاثة آلاف وثمان مئة نسمة يسكنون في خمسة عشر بلدة وقرية تقع على وادي الجوف جنوبي جبل طنب، وقاعدتهم بلدة حدبة الصينة التي تبعد عن ثريبان ستة عشر كيلو متراً جنوبا ً، ولهم سوق أسبوعية كانت تعقد كل يوم خميس في قرية العرق، وقد توقفت هذه السوق فترة من الزمن ثم تم إعادة أحيائها مرة أخرى وتم إقامتها في مكان مخصص لها على طريق العرضية العام أسفل وادي الجوف.

## قرى وادي الجوف
- قرية حدبة الصينة.
- قرية العرق: وهي تتكون من ثلاث أجزاء: الهديف والحضى والمشرقة.
- قرية قرظبيل.
- قرية طنب.
- قرية الطانف.
- قرية زغبن.
- قرية المتنة.
- قرية حمـّادة.
- قرية آل زامل، وهي أربعة أجزاء: حدبة منفة، والقهر، والمرفد، والحقو.
- قرية سقايف خيرة.
- قرية القراء.
- قرية الملـيّح.
- قرى ثمران، وهي أربعة قرى: ثمران والشط والقبل والعمران.
- قرية القري.
- قرية نصبة.